# خدمتکار منزل
خدمتکار منزل (ایتالیایی: La governante) فیلمی کمدی-درام به کارگردانی جووانی گریمالدی است که در سال ۱۹۷۴ منتشر شد. این فیلم برپایهٔ نمایشنامه‌ای از ویتالیانو برانکاتی ساخته شد و با موفقیت عظیمی در گیشه مواجه شد؛ به‌نحوی که ۱٫۸ میلیارد لیره ایتالیا فروش داشت.

## گزیدهٔ بازیگران
- توری فرو
- مرتین بروشار
- پائولو کواترینی
- آگوستینا بلی
- پینو کاروسو
- ویتوریو کاپریولی
- اومبرتو اسپادارو